# Salomon Koninck

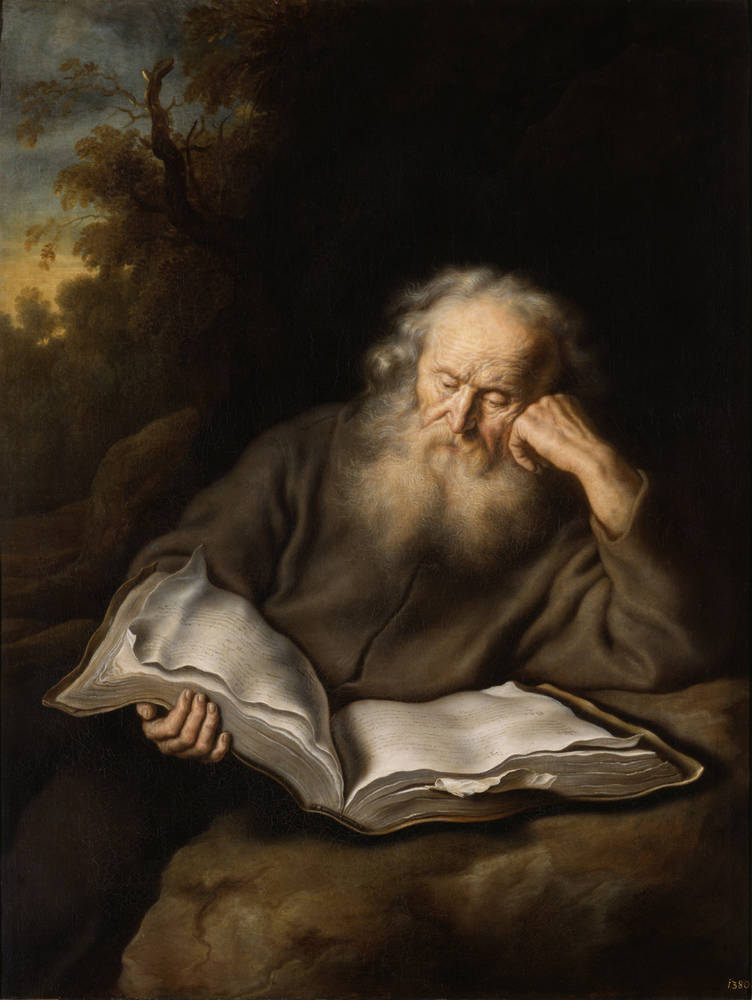
L'ermità, per Salomon Koninck, Dresden.

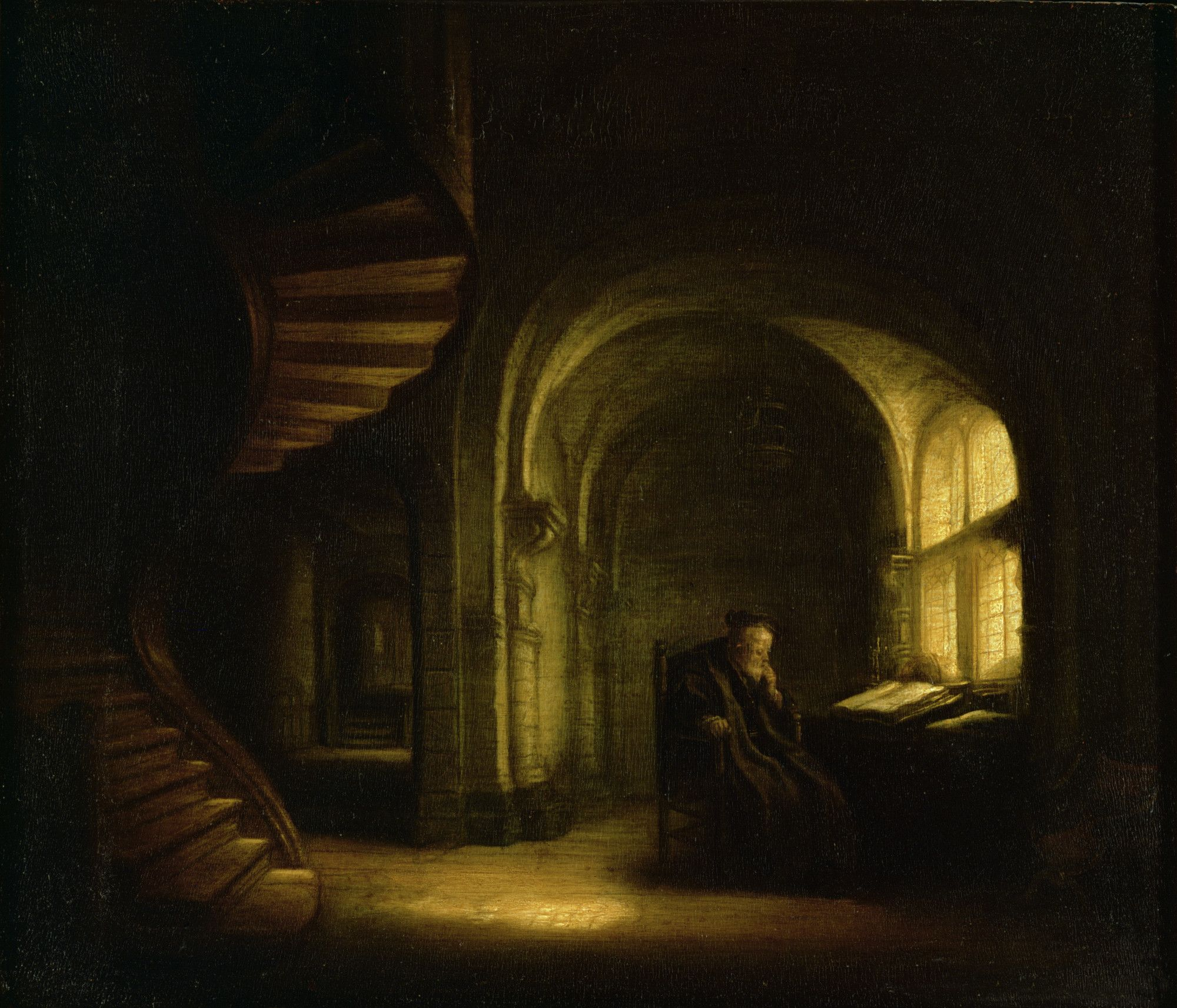
Filòsof amb llibre obert, per Salomon Koninck, Museu del Louvre.

Salomon (de) Koninck (1609-1656) va ser un pintor i gravador holandès.
Nascut a Amsterdam, va ser alumne de Pieter Lastman, David Colijns, François Venants i Claes Corneliszoon Moeyaert i contemporani de Rembrandt.
El seu Filòsof amb llibre obert va ser atribuït durant molt temps a Rembrandt i exposat juntament amb el Filòsof meditant de Rembrandt, en el Louvre.
Per la seva banda, el Museu Nacional del Prado alberga una obra seva, Un filòsof (1635), que durant algun temps va ser atribuïda a Abraham van der Hecken.
En sentit contrari, durant molt temps, l'obra Judit amb el cap de Holofernes, de Salomon de Bray, va ser atribuïda a Koninck pel Museu Nacional del Prado.